# Hōsui-Susukino (métro de Sapporo)
Hōsui-Susukino (豊水すすきの駅, Hōsui-Susukino-eki) est une station du métro de Sapporo au Japon. Elle est située dans l'arrondissement de Chūō à Sapporo.

## Situation sur le réseau
La station est située au point kilométrique (PK) 8,1 de la ligne Tōhō.

## Histoire
La station a été inaugurée le 2 décembre 1988.

## Services aux voyageurs

### Accès et accueil
La station  est ouverte tous les jours.

### Desserte
- Ligne Tōhō :
  - voie 1 : direction Fukuzumi
  - voie 2 : direction Sakaemachi

### Intermodalité
La station de métro et de tramway Susukino est située à proximité.